# Clase de equivalencia

La congruencia es un ejemplo de una relación de equivalencia. Los dos triángulos más a la izquierda son congruentes, mientras que los triángulos tercero y cuarto no son congruentes con ningún otro triángulo que se muestra aquí. Por lo tanto, los primeros dos triángulos están en la misma clase de equivalencia, mientras que el tercer y cuarto triángulos están en su propia clase de equivalencia

En matemáticas, cuando los elementos de algún conjunto S tienen una noción de equivalencia definida en ellos (formalizada como una relación de equivalencia), entonces se puede dividir naturalmente el conjunto S en clases de equivalencia. Estas clases de equivalencia se construyen de modo que los elementos a y b pertenecen a la misma clase de equivalencia si y solo si son equivalentes. 
Formalmente, dado un conjunto S y una relación de equivalencia ~ en S, la clase de equivalencia de un elemento a en S es el conjunto 
{\displaystyle \{x\in S\mid x\sim a\}}
de elementos que son equivalentes al elemento a. Puede demostrarse a partir de las propiedades definitorias de las relaciones de equivalencia que las clases de equivalencia forman una partición de S. Esta partición, el conjunto de clases de equivalencia, a veces se denomina conjunto cociente o espacio de cocientes de S respecto a ~ y se denota por S / ~. 
Cuando el conjunto S tiene alguna estructura (como una operación de grupo o una topología) y la relación de equivalencia ~ es compatible con esta estructura, el conjunto cociente a menudo hereda una estructura similar a la de su conjunto origen. Los ejemplos incluyen espacios cocientes en álgebra lineal, espacios cocientes en topología, grupos cocientes, espacios homogéneos, anillos cocientes, monoides cocientes y categorías cocientes. 

## Ejemplos
- Si X es el conjunto de todos los automóviles, y ~ es la relación de equivalencia "tener el mismo color que", entonces una clase de equivalencia particular consiste en todos los automóviles verdes. X/~ podría identificarse naturalmente con el conjunto de todos los colores de un automóvil.
- Sea X el conjunto de todos los rectángulos en un plano, y ~ la relación de equivalencia "tiene la misma área que". Para cada número real positivo A habrá una clase de equivalencia de todos los rectángulos que tienen área A.[1]
- Considérese la relación de equivalencia del módulo 2 en el conjunto Z de enteros: x ~ y si y solo si su diferencia x − y es un número par. Esta relación da lugar a exactamente dos clases de equivalencia: una clase que consiste en todos los números pares y la otra que consiste en todos los números impares. Bajo esta relación se tiene que por ejemplo, [7], [9] y [1], todos ellos representan el mismo elemento de Z/~.[2]
- Sea X el conjunto de pares ordenados de enteros (a,b) con b no cero, y se define una relación de equivalencia ~ en X según la cual (a,b) ~ (c,d) si y solo si ad = bc. Entonces, la clase de equivalencia del par (a,b) se puede identificar con el número racional a/b, y esta relación de equivalencia y sus clases de equivalencia se pueden utilizar para dar una definición formal del conjunto de los números racionales.[3] La misma construcción se puede generalizar al campo de fracciones de cualquier dominio de integridad.
- Si X consiste en todas las rectas en, por ejemplo, el plano euclídeo, y L ~ M significa que L y M son rectas paralelas, entonces el conjunto de rectas que son paralelas entre sí forman una clase de equivalencia siempre que una recta se considere paralela a sí misma En esta situación, cada clase de equivalencia determina un punto en el infinito.

## Notación y definición formal
Una relación de equivalencia en un conjunto X es una relación binaria ~ en X, que satisface las tres propiedades siguientes:
- a ~ a para todo a en X (reflexividad),
- a ~ b implica b ~ a para todos a y b en X (simetría),
- si a ~ b y b ~ c, entonces a ~ c para todo a b y c en X (transitividad).

La clase de equivalencia de un elemento a se denota [a] o [a]~, y se define como el conjunto {\displaystyle \{x\in X\mid a\sim x\}} de elementos que están relacionados con el elemento a por   ~. La palabra "clase" en el término "clase de equivalencia" no se refiere a las clases como se define en la teoría de conjuntos, pero las clases de equivalencia a menudo resultan ser clases propias. 
El conjunto de todas las clases de equivalencia en X con respecto a una relación de equivalencia R se denota como X/R y se llama X módulo R (o el conjunto del cociente de X por R). La aplicación sobreyectiva {\displaystyle x\mapsto [x]} de X a X/R que hace corresponder cada elemento a su clase de equivalencia, se llama sobreyección canónica o aplicación de proyección canónica.
Cuando se elige un elemento (a menudo implícitamente) en cada clase de equivalencia, esto define una aplicación inyectiva llamada sección. Si esta sección se denota por s, se tiene que [s(c)] = c para cada clase de equivalencia c. El elemento s(c) se llama representante de c. Cualquier elemento de una clase se puede elegir como representante de la clase, especificando la sección de manera apropiada. 
A veces, existe una sección que es más "natural" que las otras. En este caso, los representantes se llaman representantes canónicos. Por ejemplo, en aritmética modular, considérese la relación de equivalencia en los enteros definidos por a ~ b si (a − b) es un múltiplo de un entero positivo dado n, llamado módulo. Cada clase contiene un número entero no negativo único menor que n, y estos números enteros son los representantes canónicos. La clase y su representante están más o menos identificados, como lo demuestra el hecho de que la notación a mod n puede denotar la clase o su representante canónico (que es el resto de la división de a por n).

## Propiedades
Cada elemento x de X es un miembro de la clase de equivalencia [x]. Cada dos clases de equivalencia [x] e [y] son iguales o disjuntas. Por lo tanto, el conjunto de todas las clases de equivalencia de X forma una partición de X: cada elemento de X pertenece a una sola clase de equivalencia. Por el contrario, cada partición de X proviene de una relación de equivalencia de esta manera, según la cual x ~ y si y solo si x e y pertenecen al mismo conjunto de la partición.
De las propiedades de una relación de equivalencia se deduce que 
x ~ y si y solo si [x] = [y].
En otras palabras, si ~ es una relación de equivalencia en un conjunto X, y x e y son dos elementos de X, entonces estas declaraciones son equivalentes: 
- {\displaystyle x\sim y}
- {\displaystyle [x]=[y]}
- {\displaystyle [x]\cap [y]\neq \emptyset .}

## Representación gráfica

Gráfico de un ejemplo de equivalencia con 7 clases

Un grafo no dirigido puede estar asociada a cualquier relación simétrica en un conjunto X donde los vértices son los elementos de X y dos vértices s y t se unen si y solo si s ~ t Entre estos gráficos están los gráficos de las relaciones de equivalencia; se caracterizan como los gráficos de manera que los componentes conectados son camarillas.

## Invariantes
Si ~ es una relación de equivalencia en X, y P(x) es una propiedad de elementos de X de modo que siempre que x ~ y, P(x) sea verdadero si P(y) es verdadero, entonces se dice que la propiedad P es un invariante de ~, o que está bien definido bajo la relación ~.
Un caso particular frecuente ocurre cuando f es una función de X a otro conjunto Y; si f(x1) = f(x2) siempre que x1 ~ x2, entonces se dice que f es invariante de clase bajo ~, o simplemente invariante bajo ~. Esto ocurre, por ejemplo, en la teoría del carácter de los grupos finitos. Algunos autores usan "compatible con ~" o simplemente "respeta ~" en lugar de "invariante bajo ~". 
Cualquier función f : X → Y define una relación de equivalencia en X según la cual x1 ~ x2 si y solo si f(x1) = f(x2). La clase de equivalencia de x es el conjunto de todos los elementos de X que se asignan a f(x), es decir, la clase [x] es la imagen inversa de f(x). Esta relación de equivalencia se conoce como el núcleo de f. 
De manera más general, una función puede asignar argumentos equivalentes (bajo una relación de equivalencia ~X en X) a valores equivalentes (bajo una relación de equivalencia ~Y en Y). Tal función es un morfismo de conjuntos equipados con una relación de equivalencia. 

## Espacio cociente en topología
En topología, un espacio cociente es un espacio topológico formado en el conjunto de clases de equivalencia de una relación de equivalencia en un espacio topológico utilizando la topología del espacio original para crear la topología en el conjunto de clases de equivalencia. 
En álgebra abstracta, las relaciones de congruencia en el conjunto subyacente de un álgebra permiten que el álgebra induzca un álgebra en las clases de equivalencia de la relación, llamada álgebra cociente. En álgebra lineal, un espacio cociente es un espacio vectorial formado tomando un grupo cociente donde el homomorfismo cociente es una aplicación lineal. Por extensión, en álgebra abstracta, el término espacio cociente puede usarse para módulos cocientes, anillos cocientes, grupos cocientes o cualquier álgebra cociente. Sin embargo, el uso del término para los casos más generales se produce a menudo por analogía con las órbitas de una acción de grupo. 
Las órbitas de una acción de grupo en un conjunto pueden denominarse espacio cociente de la acción en el conjunto, particularmente cuando las órbitas de la acción de grupo son las clases laterales a la derecha de un subgrupo de un grupo, que surgen de la acción del subgrupo en el grupo por la traslación a la izquierda, o respectivamente, las clases laterales a la izquierda que surgen como órbitas bajo la traslación a la derecha. 
Un subgrupo normal de un grupo topológico, que actúa sobre el grupo mediante la acción de traslación, es un espacio cociente en los sentidos de la topología, el álgebra abstracta y las acciones grupales simultáneamente. 
Aunque el término puede usarse para cualquier conjunto de clases de equivalencia de una relación de equivalencia, posiblemente con una estructura adicional, la intención de usar el término es generalmente comparar ese tipo de relación de equivalencia en un conjunto X con una relación de equivalencia que induce alguna estructura en el conjunto de clases de equivalencia desde una estructura del mismo tipo en X, o hacia las órbitas de una acción grupal. Tanto el sentido de una estructura preservada por una relación de equivalencia como el estudio de invariantes bajo acciones grupales conducen a la definición de invariantes de relaciones de equivalencia dada anteriormente. 

## Lecturas relacionadas
Este material es básico y se puede encontrar en cualquier texto relacionado con los fundamentos de la técnica de prueba, como cualquiera de los siguientes: 
- Sundstrom (2003), Mathematical Reasoning: Writing and Proof, Prentice-Hall.
- Smith; Eggen; St.Andre (2006), A Transition to Advanced Mathematics (6th Ed.), Thomson (Brooks/Cole).
- Schumacher, Carol (1996), Chapter Zero: Fundamental Notions of Abstract Mathematics, Addison-Wesley, ISBN 0-201-82653-4.
- O'Leary (2003), The Structure of Proof: With Logic and Set Theory, Prentice-Hall.
- Lay (2001), Analysis with an introduction to proof, Prentice Hall.
- Gilbert; Vanstone (2005), An Introduction to Mathematical Thinking, Pearson Prentice-Hall.
- Fletcher; Patty, Foundations of Higher Mathematics, PWS-Kent.
- Iglewicz; Stoyle, An Introduction to Mathematical Reasoning, MacMillan.
- D'Angelo; West (2000), Mathematical Thinking: Problem Solving and Proofs, Prentice Hall.
- Cupillari, The Nuts and Bolts of Proofs, Wadsworth.
- Bond, Introduction to Abstract Mathematics, Brooks/Cole.
- Barnier; Feldman (2000), Introduction to Advanced Mathematics, Prentice Hall.
- Ash, A Primer of Abstract Mathematics, MAA.